# سعید سلماسی
سعید سلماسی ( ۱۳۰۶ قمری برابر با ۱۲۶۷ شمسی دیلمقان – ۱۳۲۷ قمری برابر با ۱۲۸۷ شمسی خوی) یکی از رجال دوران مشروطیت و همچنین شاعر دوران قاجار بوده وی در سال ۱۳۲۷ قمری برابر با ۱۲۸۷ شمسی در اطراف خوی توسط مستبدان درگذشت.

## زندگی
سعید سلماسی در سال ۱۳۰۶ قمری برابر با ۱۲۶۷ شمسی در شهر دیلمقان مرکز ولایت سلماس متولد شد. وی در دوران مشروطیت سلماس جوانی آزادی‌خواه و آزادی‌دوست بود؛ وی در راه بنیاد فرهنگ نوین در سلماس، از هیچ کوشش و مجاهدت دست نکشید و اولین مدرسه را به به سبک نو در سلماس با نام دبستان سعیدیه تأسیس کرد. وی بعد از مدتی برای دیدار با پدر و مادر خود که در روسیه به تجارت مشغول بودند، به شهر بادکوبه رفت و در مدت اقامت در آنجا با برادران اروج‌ئوف که در آن شهر، مطبعهٔ مهمی دایر کرد و کتب ادبی، تاریخی ئوف و سایر علوم را چاپ و نشر می‌کردند، آشنایی پیدا کرد. چیزهایی را که نمی‌دانست آموخت وی در بازگشت به ایران و خارج از کشور چاپخانه سربی را با خود به تبریز آورد و با دستیاری مرحوم مشهدی محمدعلی مطبعه‌چی، چاپخانه‌ای در مغازه‌های مجیدالملک دایر کرد و پس از به توپ بسته‌شدن مجلس به استانبول رفت. او در سال ۱۲۸۷ شمسی در سن ۲۰ سالگی در حوالی خوی و در محلی به نام حاشیه رود در درگیری میان مستبدان و مشروطه خواهان درگذشت.

## آثار
- دیوان شعر سعید سلماسی

## نمونه آثار
| بازم توئی؟! فدای نگاه ملول تو   |  | گل ای مدام گریه و افغان ائدن وطن        |
| بازم چرا غریق خیال وتأثری؟      |  | هر شب آخان سر شک تاًثر نه دیر، نه دن     |
| بی خوابی و بی حضوری چشمان حسرتت |  | ائیله رلیال عشقیمی بر باد ای وطن        |
| ای خسته طبیب جو، ای باغ خاطرات  |  | ای سبز زار شوقی سوسو زدان صولان چمن     |
| آهی که از درون من آید معانیش    |  | مقصودیمیز خلاص وطن دیر وطن              |
| ایام دی گذشت و صباح بهار ماست   |  | اوغرواندا حاضر یک کی، ائدک بذل جان و تن |